# Dirk Proper
Dirk Wanner Proper (Elst, 24 februari 2002) is een Nederlands voetballer die doorgaans als middenvelder speelt. Hij brak in 2019 door vanuit de jeugdopleiding van N.E.C.

## Clubcarrière

### N.E.C.
Proper speelt sinds 2011 in de Voetbal Academie N.E.C. In 2019 kwam hij bij het eerste team. Op 13 december 2019 maakte hij op zeventienjarige leeftijd zijn debuut in de thuiswedstrijd in de Eerste divisie tegen Almere City FC (2-3 nederlaag) als invaller na 68 minuten voor Mart Dijkstra. Op 6 januari 2020 werd Proper definitief overgeheveld naar de eerste selectie van N.E.C. Op 8 juli 2020 werd zijn contract verlengd tot de zomer van 2023. Zijn eerste doelpunt scoorde Proper op 3 oktober 2020 in het met 6-0 gewonnen duel met FC Eindhoven. Hij kreeg onder Rogier Meijer ook meer speeltijd. In de tweede seizoenshelft van 2020/21 was hij basisspeler. Wel kreeg hij in het verloren duel met MVV Maastricht zijn eerste rode kaart uit zijn carrière. Op 23 mei 2021 promoveerde Proper met N.E.C. naar de Eredivisie, door in de finale van de play-offs NAC Breda met 1-2 te verslaan.
Op 17 december 2021 scoorde Proper zijn tweede goal voor N.E.C., in de met 2-1 gewonnen bekerwedstrijd tegen SC Cambuur. In de eerste helft van het seizoen 2022/23 miste hij slechts één wedstrijd en startte hij verder altijd in de basis. Op 19 januari 2023 werd bekend dat N.E.C. het aflopende contract van Proper had verlengd met twee jaar tot de zomer van 2025. Op 16 april scoorde hij zijn eerste goal van het seizoen 2022/23 in de met 4-1 verloren Gelderse derby met Vitesse. Op 21 mei 2023 verloor hij in zijn 100ste wedstrijd voor N.E.C. met 3-0 van AZ. Bovendien pakte hij na 83 minuten een rode kaart. 
In zijn vijfde seizoen voor N.E.C. werkte Proper aan zijn doelpuntendrift. Hij scoorde drie goals in de eerste seizoenshelft, evenveel als in de vier seizoenen daarvoor. Tegen AZ was hij bij afwezigheid van eerste en tweede aanvoerders Lasse Schöne en Bram Nuytinck voor het eerst aanvoerder van N.E.C., dat dat duel met 2-1 won. Op 21 april 2024 stond Proper, na twee maanden blessureleed, in de basis tijdens de bekerfinale tegen Feyenoord, dat met 0-1 won.  
Na een minder seizoen, waarin hij niet tot scoren kwam en meerdere keren geblesseerd was, was hij in zijn eerste wedstrijd onder nieuwe trainer Dick Schreuder, de seizoensopener tegen Excelsior, direct goed voor de openingstreffer in een 5-0 overwinning. Op 19 augustus 2025 werd bekend dat hij zijn aflopende contract met één seizoen had verlengd.    

## Statistieken
| Seizoen                         | Club           | Competitie     | Competitie | Competitie | Beker | Beker | Overig | Overig | Totaal | Totaal |
| Seizoen                         | Club           | Competitie     | Wed.       | Dlp.       | Wed.  | Dlp.  | Wed.   | Dlp.   | Wed.   | Dlp.   |
| ------------------------------- | -------------- | -------------- | ---------- | ---------- | ----- | ----- | ------ | ------ | ------ | ------ |
| 2019/20                         | N.E.C.         | Eerste divisie | 9          | 0          | —     | —     | —      | —      | 9      | 0      |
| 2020/21                         | N.E.C.         | Eerste divisie | 30         | 1          | 1     | 0     | —      | —      | 31     | 1      |
| 2021/22                         | N.E.C.         | Eredivisie     | 22         | 0          | 3     | 1     | —      | —      | 25     | 1      |
| 2022/23                         | N.E.C.         | Eredivisie     | 32         | 1          | 3     | 0     | —      | —      | 35     | 1      |
| 2023/24                         | N.E.C.         | Eredivisie     | 27         | 5          | 5     | 2     | 1      | 0      | 33     | 7      |
| 2024/25                         | N.E.C.         | Eredivisie     | 26         | 0          | 0     | 0     | 0      | 0      | 26     | 0      |
| 2025/26                         | N.E.C.         | Eredivisie     | 2          | 1          | 0     | 0     | 0      | 0      | 2      | 1      |
| Carrièretotaal                  | Carrièretotaal | Carrièretotaal | 148        | 8          | 12    | 3     | 1      | 0      | 161    | 11     |
| Bijgewerkt op 20 augustus 2025. |                |                |            |            |       |       |        |        |        |        |

## Interlandcarrière
Vanaf de onder 15 maakt Proper deel uit van Nederlandse jeugdselecties. Met het Nederlands voetbalelftal onder 17 won hij het Europees kampioenschap voetbal mannen onder 17 - 2019. Ook nam hij deel aan het wereldkampioenschap voetbal onder 17 - 2019.
In 2023 maakte Proper zijn debuut voor Jong Oranje. In zijn tweede interland scoorde hij zijn eerste treffer op aangeven van NEC-medespeler Sontje Hansen en in zijn derde interland was hij meteen aanvoerder van Jong Oranje. Door een hersenschudding aan het einde van het seizoen miste hij het EK onder 21 van 2025.  